# UNT:s adventsfyrverkeri
UNT:s adventsfyrverkeri var mellan 1990 och 2015 en årligt återkommande musikackompanjerad ljus- och fyrverkeriföreställning i Uppsala. Evenemanget hölls den första söndagen i advent i Botaniska trädgården och arrangerades av stadens största tidning, Upsala Nya Tidning. UNT:s adventsfyrverkeri hölls för första gången år 1990 i samband med firandet av Upsala Nya Tidnings hundraårsjubileum. Evenemanget har sedan dess hållits fram till 2015 med undantag för de år då vädret bedömts som för dåligt för att evenemanget skulle kunna genomföras.